# 살인마 가족 2
《살인마 가족 2》(영어: The Devil's Rejects)는 미국과 독일에서 제작된 롭 좀비 감독의 2005년 블랙 코미디 범죄 공포 영화이다. 《살인마 가족》(2003)의 속편이며, 파이어플라이 영화 시리즈 두 번째 작품이다. 시드 헤이그 등이 출연하였고, 마이크 엘리엇 등이 제작에 참여하였다.
속편 《3 프롬 헬》(2019)로 이어진다.

## 줄거리
전편으로부터 약 7개월이 지난 1978년 5월 18일, 와이델 보안관과 텍사스주 주경찰관들이 지난 몇 년 간 총 75명을 살인한 파이어플라이 일가를 상대로 수색 섬멸 작전을 펼친다.
이들은 파이어플라이가의 본거지인 농가를 습격한다. 이 과정에서 루퍼스가 사망하고, 베이비와 오티스 남매는 도망친다. 체포된 파이어플라이가의 여가장이 와이델에게 그의 형제를 죽인 장본인이 본인이라고 밝히자 와이델은 이성을 잃고 여가장을 살해한다. 베이비와 오티스는 외부에서 광대 일을 하며 지내던 캡틴 스폴딩과 합류한다.
와이델은 이들을 다시 찾아내 고문을 가하지만 타이니가 나타나 와이델의 목을 꺾는다. 타이니와 헤어져 캐딜락 엘도라도를 타고 달리던 캡틴 스폴딩, 베이비, 오티스는 도로 중간에 바리게이트를 친 경찰들을 맞닥뜨리자 총을 장전하고, 액셀러레이터를 밟고 돌진하며 총알 세례를 받는다.

## 출연진
- 시드 헤이그 - 캡틴 스폴딩 커터 / “커터” 역
- 빌 모즐리 - 오티스 드리프트우드 역
- 셰리 문 좀비 - 비라엘런 “베이비” 파이어플라이 역
- 윌리엄 포사이스 - 존 퀸시 와이델 보안관 역
- 켄 포리
- 매슈 맥그로리
- 레슬리 이스터브룩
- 데이브 셰리든
- E. G. 데일리
- 제프리 루이스
- 프리실라 반스
- 케이트 노비
- 루 템플
- 대니 트레이호
- 다이아몬드 댈러스 페이지
- 브라이언 포세인
- 진저 린 앨런
- 톰 톨스
- 마이클 베리먼
- P. J. 솔스
- 데버라 밴보컨버그
- 크리스 엘리스
- 메리 워로노프
- 대니얼 로벅
- 두에인 휘터커
- 타일러 메인
- 로버트 트레버
- 케인 호더
- 글렌 터랜토
- 스티브 레일즈백 (크레디트 미기재)
- 로자리오 도슨 (삭제 장면)

## 기타 제작진
- 공동 제작: 브렌트 모리스
- 협력 제작: 앨리 포먼
- 배역: 모니카 미컬슨
- 미술: 앤서니 트람블레이
- 세트: 리사 G. 통
- 의상: 야즈민 에이브러햄

## 반응
스티븐 킹은 2005년도 최고의 영화 10편을 꼽으며 이 영화를 9위에 올렸다.